# نقود صدفية
أموال صدفية هي وسيلة تبادل مماثلة لأموال العملات المعدنية وغيرها من أشكال النقود، وكانت تستخدم في السابق بشكل شائع في أجزاء كثيرة من العالم. تتكون أموال الصدف عادة من أصداف بحرية كاملة أو جزئية، وغالبًا ما يتم تشكيلها في خرز أو تشكيلها بطريقة أخرى. بدأ استخدام الأصداف في التجارة كتبادل مباشر للسلع، حيث كانت للأصداف قيمة كزخرفة للجسم. كان التمييز بين الصدف كسلع والصدف كما المال موضوع نقاش بين علماء الأنثروبولوجيا الاقتصادي.
ظهرت أموال الصدف في الأمريكتين وآسيا وأفريقيا وأستراليا. قد يكون الشكل الأكثر شيوعًا هو wampum الذي أنشأه السكان الأصليون في الساحل الشرقي لأمريكا الشمالية، وهي حبات أرضية مقطوعة من الجزء الأرجواني من أصداف البحرية ذات الصدفتين. كانت الصدفة الأكثر استخدامًا في جميع أنحاء العالم كعملة هي صدفة Cypraea moneta، نقود Cowry. يتواجد هذا النوع بكثرة في المحيط الهندي، وقد تم جمعه في جزر المالديف، في سريلانكا، على طول ساحل مليبار، في بورنيو وجزر الهند الشرقية الأخرى، وفي أجزاء مختلفة من الساحل الأفريقي من رأس هافون إلى موزمبيق. كانت أموال قوقعة الكوري جزءًا مهمًا من شبكات التجارة في إفريقيا وجنوب آسيا وشرق آسيا.

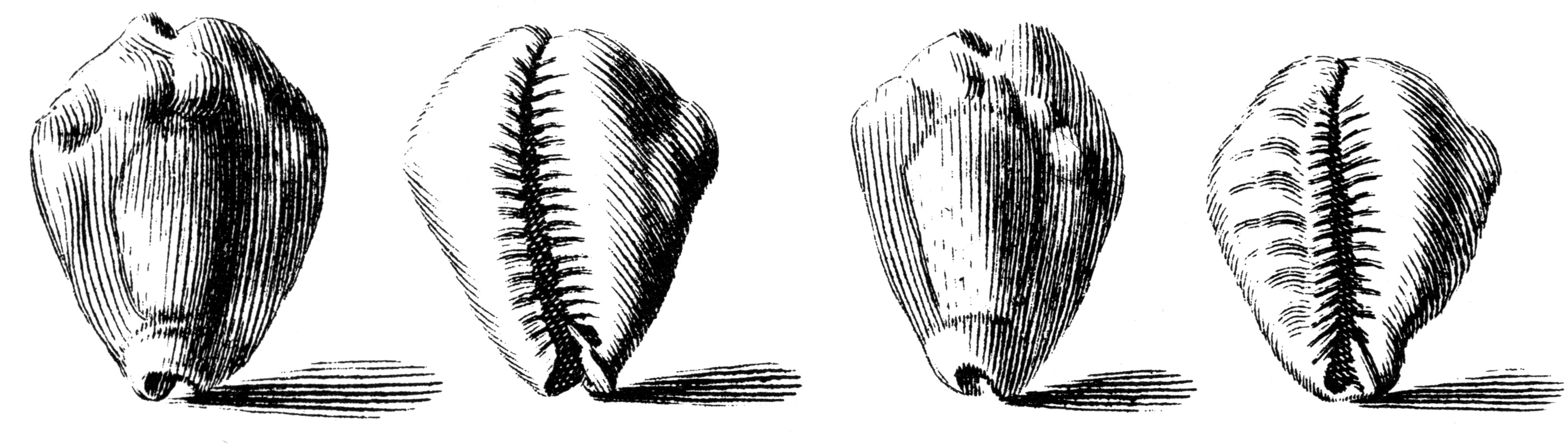
1742 رسم النقود الصدفية، ودعة مونيتا

## أمريكا الشمالية

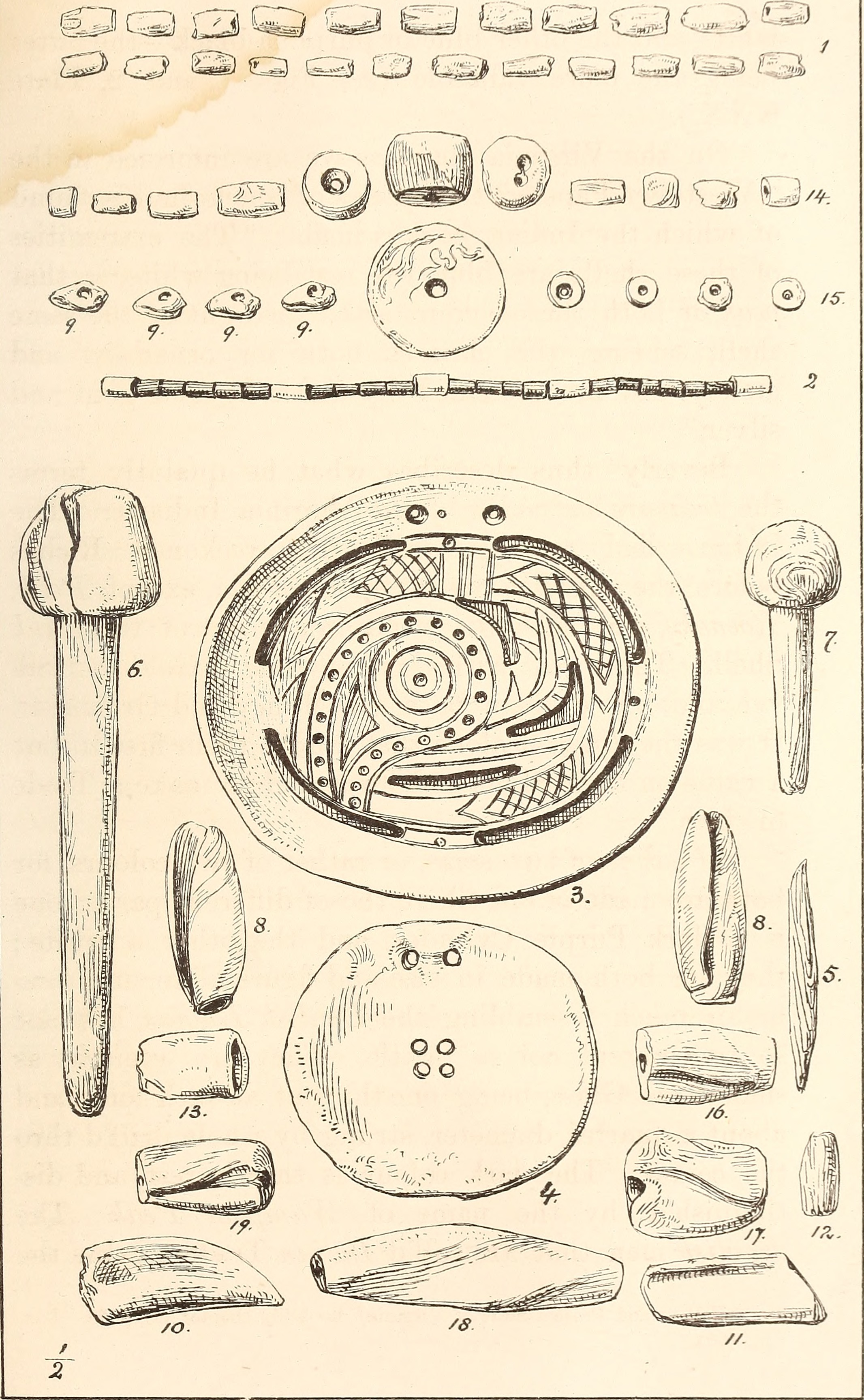
آثار الهنود الجنوبيين، ولا سيما قبائل جورجيا (1873)

على الساحل الشرقي لأمريكا الشمالية، السكان الأصليون من قبائل الإيروكوا الكونفدرالية وألغونكويان، مثل قبيلة شينكوك، جمعوا أصداف تسمى وامبوم، والتي تم قطعها من الجزء الأرجواني من صدفة ذات الصدفتين، المعروفة أكثر باسم البطلينوس الصلب أو المحار. تم قطع حبات بيضاء من الجزء الأبيض من قذائف الكوهوج أو الحلزون. قام شعوب الإيروكوا بربط هذه الأصداف بخيوط بأطوال مختلفة، أو نسجها في أحزمة.
كانت الصدفة الأكثر قيمة من قبل قبائل الأمريكيين الأصليين على ساحل المحيط الهادئ من ألاسكا إلى شمال غرب كاليفورنيا هي <i id="mwSQ">دنتاليوم</i>، وهي واحدة من عدة أنواع من قوقعة الأنياب أو سكافوبود. غطاء الناب مفتوح بشكل طبيعي من كلا الطرفين، ويمكن تعليقه بسهولة على خيط. يتم تقدير قيمة هذه الاموال الصدفية بطولها وليس بعدد أصدافها؛ وكان طول «ليجوا»، أعلى فئة في عملتهم، وتبلغ حوالي 6 بوصات. [بحاجة لمصدر]

في أقصى الجنوب، في وسط كاليفورنيا وجنوب كاليفورنيا، تم استخدام قشرة حلزون الزيتون لصنع الخرز لمدة 9000 عام على الأقل. تشير الأعداد الصغيرة التي تم العثور عليها في مكونات الموقع الأثري القديمة إلى أنها استخدمت في البداية كزينة، وليس كأموال. بدأ المتخصصون في تشوماش قبل 1000 عام، في جزر قناة سانتا باربرا بكاليفورنيا، بقطع الخرز من قشور الزيتون؛ وتم استخدام الخرزات الدائرية الناتجة كأموال في جميع أنحاء المنطقة التي أصبحت الآن جنوب كاليفورنيا. ابتداء من نحو 1500 م، واستمرت حتى أواخر القرن التاسع عشر، وساحل ميوك، اولون، باتون، بومو، ووابو شعوب وسط كاليفورنيا استخدام البحرية ذات الصدفتين لكسب المال.

## أفريقيا

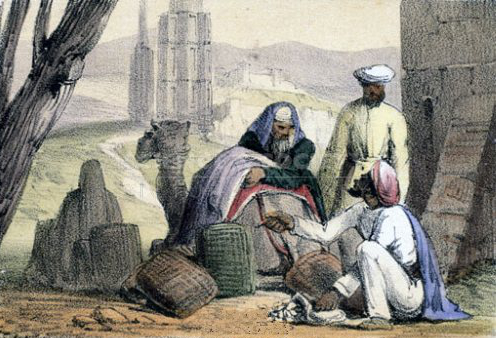
تُظهِر طبعة من عام 1845 قذائف كاوبري يستخدمها تاجر عربي كأموال

في غرب إفريقيا، كانت النقود الصدفية هي العملة القانونية المعتادة حتى منتصف القرن التاسع عشر. قبل إلغاء تجارة الرقيق، تم إرسال شحنات كبيرة من الرقيق إلى بعض الموانئ الإنجليزية لإعادة شحنها إلى ساحل العبيد.
تم حصاد قذائف حلزون بحر الزيتون القزم المتلألئ في جزيرة لواندا لاستخدامها كعملة في مملكة الكونغو. تم تداولهم حتى الشمال حتى مملكة بنين. وفي كونغو كان يطلق عليهم اسم نزيمبو أو زيمبو.
نظرًا لأن قيمة الكوبي كانت أكبر بكثير في غرب إفريقيا منها في المناطق التي تم الحصول على العرض منها، كانت التجارة مربحة للغاية. في بعض الحالات يقال أن المكاسب كانت 500٪. انتشر استخدام عملة الكوري تدريجيًا في إفريقيا. بحلول عام 1850، وجد المستكشف الألماني هاينريش بارث أنها منتشرة إلى حد ما في كانو، كوكا، غاندو، وحتى تمبكتو. بارث المتصلة بمونييوما، واحدة من الانقسامات القديمة من برنو، وقدرت الإيرادات الملك ب 30000000 صدفة، وكان يطلب من كل الذكور البالغين الدفع سنويا 1000 صدفة لنفسه، 1000 لكل حزمة، ثور، و2,000 لكل الرقيق في حيازته.
في البلدان الواقعة على الساحل، تم تثبيت القذائف معًا في خيوط من أربعين أو مائة لكل منها، بحيث يمثل خمسون أو عشرين خيطًا دولارًا؛ لكن في الداخل تم عدهم بشكل مرهق واحدًا تلو الآخر، أو إذا كان التجار خبراء، فإنهم يعدون خمسة في خمسة. تلقت المناطق المذكورة أعلاه إمداداتها من الكردي، كما يطلق عليها، من الساحل الغربي؛ لكن المناطق الواقعة شمال انيامويز، حيث كانت تستخدم تحت اسم سيمبي، كانت تعتمد على التجار المسلمين من زنجبار. تم استخدام الأصداف في الأجزاء النائية من إفريقيا حتى أوائل القرن العشرين، ولكن بعد ذلك أفسح المجال للعملات الحديثة.
كما تم استخدام قشرة الحلزون الأرضي الكبير، المقطعة إلى دوائر مع مركز مفتوح كعملة معدنية في بنجويلا، غرب إفريقيا البرتغالية.

## آسيا

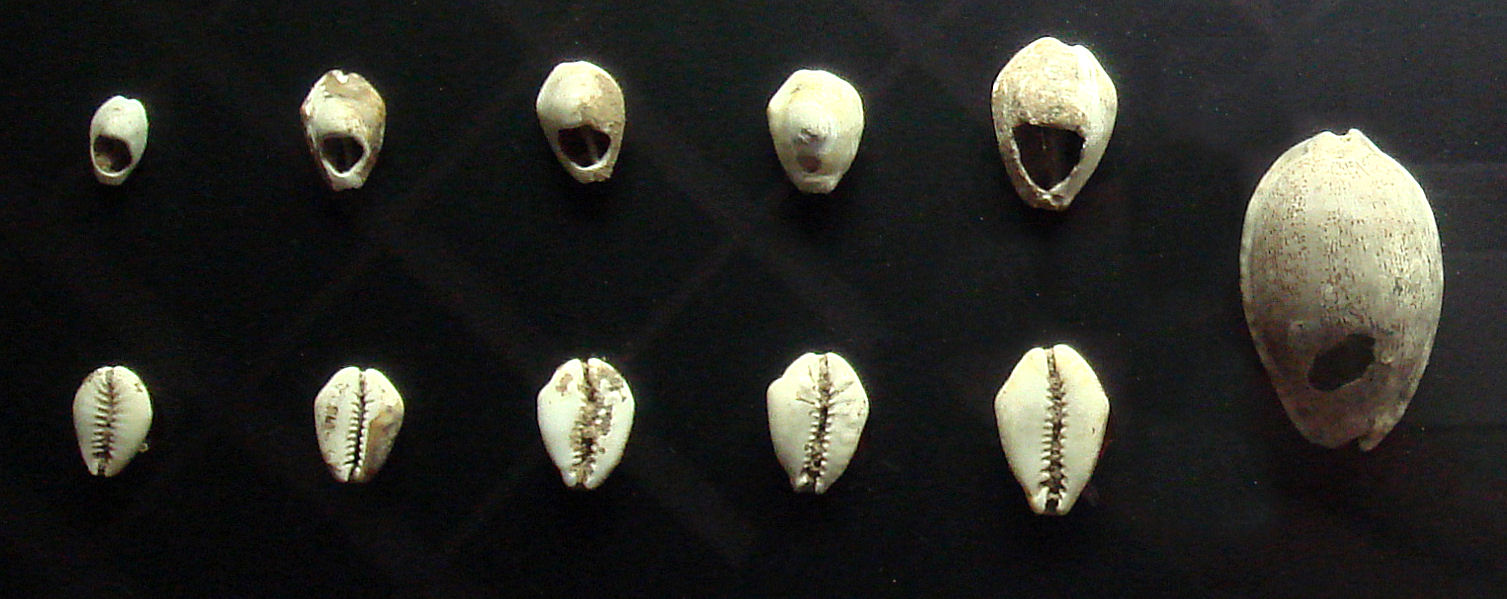
عملة صدفية صينية، القرنين السادس عشر والثامن عشر قبل الميلاد

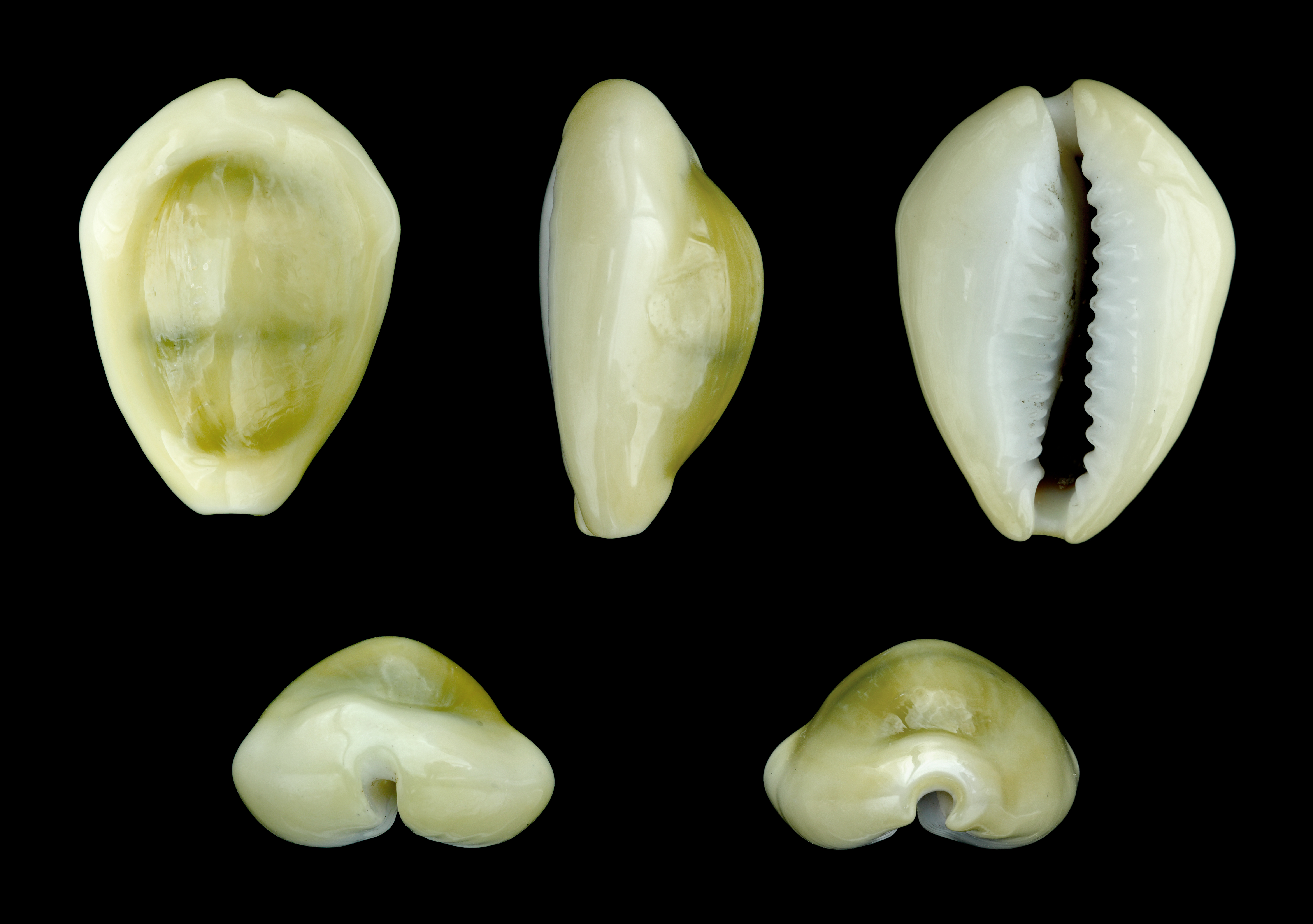
المال كاوري الطول 2.6 سم؛ بالو تيلو، جزر باتو، إندونيسيا

في الصين، كان رعاة البقر مهتمين للغاية لدرجة أن العديد من الشخصيات المتعلقة بالمال أو التجارة تحتوي على شخصية القذائف: 貝. منذ أكثر من ثلاثة آلاف عام، تم استخدام الأصداف أو نسخ الأصداف كعملة صينية. نشأ الحرف الصيني الكلاسيكي لـ «المال / العملة»، 貝، كصورة تصويرية لصدفة البقر.[بحاجة لمصدر أفضل]
كانت تستخدم القذائف سابقًا كوسيلة للتبادل في الهند. في البنغال، تطلب الأمر 3840 روبية، قُدرت قيمة الاستيراد السنوي بحوالي 30 ألف روبية.
في جنوب شرق آسيا، عندما كانت قيمة تيكال السيامي (باهت) حوالي نصف أونصة تروي من الفضة (حوالي 16 جرامًا)، كانت قيمة (بالتايلندية: เบี้ย)‏ تم إصلاح في باهت. في تايلاند الحديثة، يشير إلى الفائدة المدفوعة مقابل استخدام الأموال المقترضة أو المودعة؛ بيا وات เบี้ยหวัด هو معاش عسكري.
في أوريسا في الهند، الصدفة (المعروف شعبيا باسم كوردي) كانت تستخدم كعملة حتى 1805 عندما ألغيت من قبل البريطانيين شركة الهند الشرقية. كان هذا أحد أسباب تمرد بايك عام 1817.

## أوقيانوسيا وأستراليا

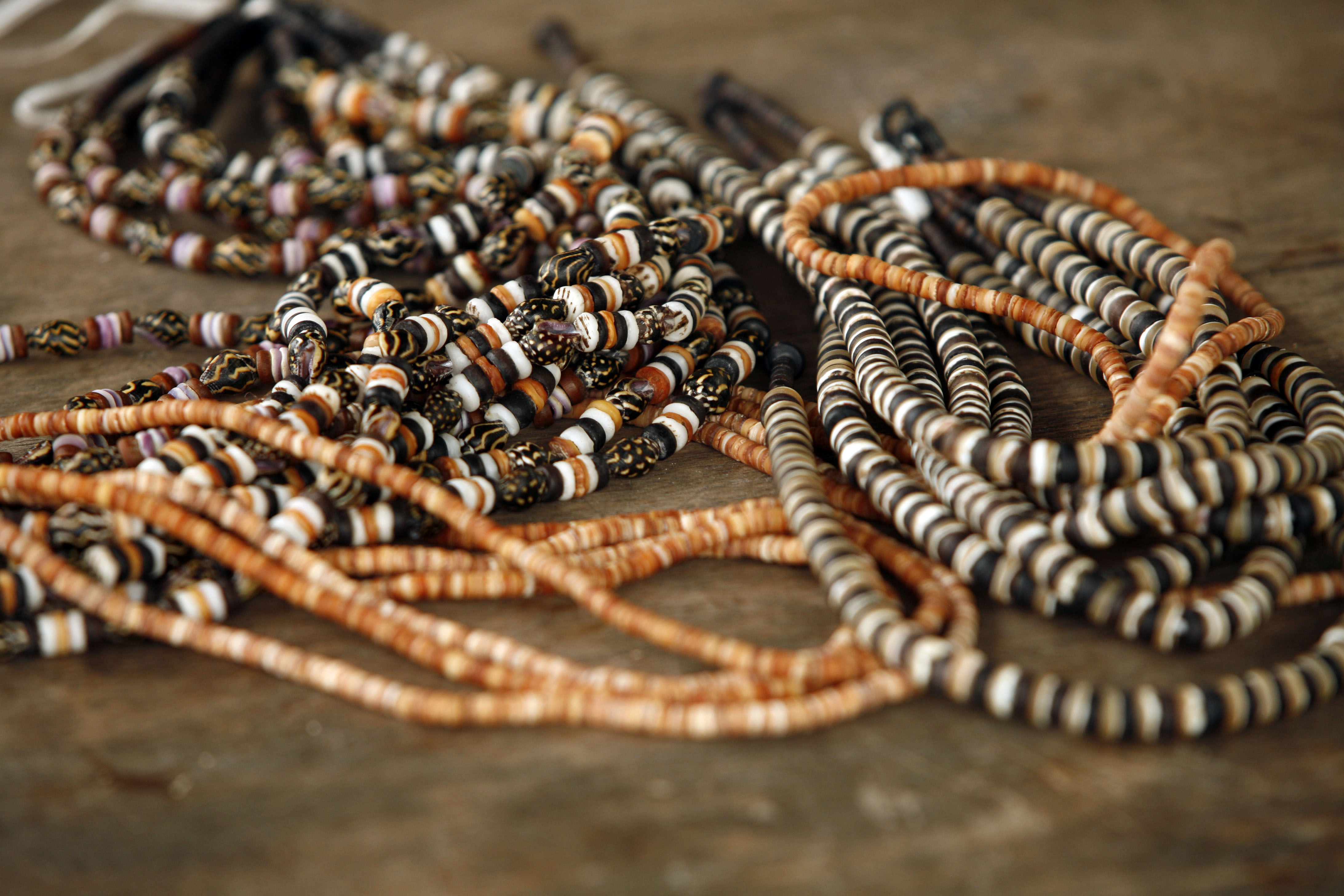
أموال قذيفة بابوا غينيا الجديدة

في شمال أستراليا، استخدمت قبائل مختلفة قذائف مختلفة، وغالبًا ما تكون قوقعة إحدى القبائل عديمة القيمة تمامًا في نظر قبيلة أخرى.
في الجزر الواقعة شمال غينيا الجديدة، تحطمت القذائف إلى رقائق. تم ثقب الثقوب من خلال هذه الرقائق، والتي تم تقييمها بعد ذلك بطول مجموعة ملولبة على خيط، كما تم قياسها باستخدام مفاصل الأصابع. يتم استخدام قوقعتين من قبل سكان جزر المحيط الهادئ، إحداهما عبارة عن قشرة وجدت على ساحل غينيا الجديدة، والأخرى صدفة اللؤلؤ الشائعة، مقطوعة إلى رقائق.
في جزر جنوب المحيط الهادئ، تم استخدام الأنواع Oliva carneola بشكل شائع لإنشاء أموال الصدف. في أواخر عام 1882، كانت التجارة المحلية في جزر سليمان تتم عن طريق نقود من الخرز الصدفية، وقذائف صغيرة مطحونة بشق الأنفس إلى الحجم المطلوب من قبل النساء. لم يتم عمل أكثر مما هو مطلوب بالفعل، وبما أن العملية كانت صعبة، فقد تم الحفاظ على قيمة العملة المعدنية بشكل مرض.
على الرغم من استبدال العملات المعدنية الحديثة بسرعة، إلا أن عملة الكوبري الصدفية لا تزال مستخدمة إلى حد ما في جزر سليمان. يتم عمل الأصداف على شرائح من القماش المزخرف تعكس قيمتها الوقت الذي تم قضاؤه في صنعها.
في جزيرة بابوا غينيا الجديدة في شرق بريطانيا الجديدة، لا تزال العملة الصدفية تعتبر عملة قانونية ويمكن استبدالها بكينا بابوا غينيا الجديدة.

## الشرق الأوسط
في أجزاء من غرب آسيا، كان Cypraea annulus يستخدم بشكل شائع بسبب الحلقة ذات اللون البرتقالي الزاهي على الجانب الخلفي أو العلوي من الصدفة. تم العثور على العديد من العينات من قبل السير أوستن هنري لايارد في الحفريات التي قام بها في نمرود في 1845-1851.

## روابط خارجية
- Cowry Shells، عملة تجارية، متحف البنك الوطني البلجيكي.
- ثروة أفريقيا. Money in Africa Money in Africa، المتحف البريطاني